# Теодор Поповић
Теодор Поповић (1747—1807) био је иконописац из Великог Бечкерека.

## Биографија
Био је члан чувене бечкеречке сликарске породице Поповић, зване Молер. Доселио се у Велики Бечкерек пре 1778. године, као већ образован иконописац. По другом виђењу, он је ученик бечкеречког иконописца презимењака Димитрија Поповића. Оженио се (пре 1778) са Симеоном (1755—1837), и у браку су имали шесторо деце. Његови синови, такође познати сликари, били су Јефтимије (1794—1858) и Георгије (1783—1847). 
Након смрти Теодорово тело (1807) је сахрањено у бечкеречкој цркви Ваведења Пресвете Богородице.

## Дело
У граду Великом Бечкереку имао је сликарску радионицу, у којој су учили икопис његови синови. 
Радио је иконостасе и друге сликарске радове:
- Ечка, иконостас, 1786. године
- Беодра, иконостас, 1778. године
- Граднулица, икона Богородице Бездинске, 1778. године
- Турска Кањижа, започео иконостас 1806. године

## Галерија
- Православна црква у Беодри, детаљ иконостаса - Крунисање Богородице
- Православна црква у Беодри, део иконостаса